# 明治村 (鳥取県気高郡)
明治村（めいじそん）は、鳥取県気高郡にあった自治体である。1896年（明治29年）3月31日までは高草郡に属した。

## 概要
現在の鳥取市上段・尾崎・上原・細見・松上・槙原・河内に当たる。千代川支流野坂川の中・上流域に位置した。なお明治小学校区は上段の全域および尾崎・上原の各一部（大部分）が除外されている（世紀小学校区となる）。
寛文年間以後は高草郡松神西郷（まつがみにしのごう）に属する松上村・河内村・槇原村・細見村・上原村・尾崎村、および有富東郷（ありどめひがしのごう）に属する上段村があった。
この地方の製紙は隣村の岩坪村と同じく藩政時代に池田藩の御用紙として用いられ、原料のミツマタが自給できるため有望な産業であった。
1893年（明治26年）、1912年（大正元年）、1918年（同7年）では洪水毎に被害を受けてきた。特に1912年は死者9人を出し53戸流失、山崩れが4000箇所発生した。このため堤防改修と河川拡張工事が1933年（昭和8年）に着手され1945年（同20年）に完成した。
1893年（明治26年）4月に河内で火災により40戸を全焼し、1951年（昭和26年）5月にはまたも同地で27戸を全焼した。
1944年（昭和19年）3月7日に松上にある松上神社境内のサカキ樹林が国天然記念物の指定を受けた。

## 沿革
- 1883年（明治16年）4月 - 上原村に置かれた連合戸長役場の管轄区域となる[6]。
- 1889年（明治22年）10月1日 - 町村制の施行により、松上村・槇原村・河内村が合併して村制施行し、明治村（初代）が発足。旧村名を継承した3大字を編成。穏治村との組合役場を穏治村大字上原村に設置[4]。
- 1896年（明治29年）4月1日 - 郡制の施行により、高草郡・気多郡の区域をもって気高郡が発足し、気高郡明治村となる。
- 1914年（大正3年）2月1日 - 穏治村と合併して改めて明治村が発足し、合計7大字を編成。役場位置を大字上原村字西土居209番1に定める[7]。
- 1914年（大正3年）10月1日 - 「明治村大字○○村」から大字の「村」を削除し、「明治村大字○○」と呼ぶことになる[8]。
- 1921年（大正10年）2月3日 - 役場位置を大字松上137番地3に変更[9]。
- 1953年（昭和28年）7月1日 - 鳥取市に編入。同日明治村廃止[10]。

## 行政

### 歴代村長
- 藤岡豊蔵 - 加藤新太郎 - 稲村久蔵 - 坂口伝十郎 - 稲村久蔵（再） - 竹内哲夫 - 加藤善市 - 沢田義治 - 徳田菊蔵 - 稲村辰蔵 - 稲村寿美 - 真嶋啓治 - 加藤松次郎 - 沢田義治（再） - 徳田義延 - 稲村寿美（再） - 加藤富治 - 加藤定治 - 坂口伝三郎[4]

## 教育
- 明治小学校（現・鳥取市立明治小学校）
- 明治中学校（後に鳥取市立明治中学校となり、現在は鳥取市立高草中学校）

## 交通
村内を通る鳥取〜安蔵間の里道は、当時の山間部としては最も早く明治30年代に改修されて県道（現在の県道49号・県道281号の各一部）に編入された。その後、不便ながらも間に合っていたことから新しい改修は遅延される結果となり、鳥取〜河内間の県道が昭和初期に着工されたものの開通したのは1956年（昭和31年）であった。

## 出身者
- 鬼塚喜八郎（実業家・アシックス創業者、1918年 - 2007年）